# Tribunale (métro de Naples)
 (avril 2025).
Tribunale est une station de la ligne 1 du métro de Naples, située dans le quartier Centro Direzionale, à proximité du tribunal de Naples (Palazzo di Giustizia), dont elle tire son nom. Conçue par l’architecte suisse Mario Botta, elle est en cours de construction et n’a pas encore été inaugurée.

## Situation
La station Tribunale se trouve sous la Via Domenico Aulisio, dans le quartier d’affaires Centro Direzionale, à l’est du centre historique de Naples. Elle est située entre les stations Centro Direzionale et Poggioreale sur la ligne 1. À proximité se trouvent le Palazzo di Giustizia et les immeubles administratifs modernes du Centro Direzionale.

## Histoire
La construction de la station s’inscrit dans le projet d’extension de la ligne 1 vers l’aéroport de Naples-Capodichino, destiné à transformer la ligne en un anneau métropolitain. Les travaux, lancés dans les années 2010, ont subi des retards en raison de contraintes financières et techniques, aggravées par un incident en 2022 impliquant l’effondrement de structures dans le cimetière voisin de Poggioreale. La station devrait devenir un nœud clé grâce à sa configuration unique, mais sa mise en service est prévue au plus tôt en 2026.

## Caractéristiques
La station Tribunale fait partie des Stazioni dell’arte du métro de Naples, caractérisées par leur design innovant. Conçue par Mario Botta, elle se distingue par une architecture géométrique, avec une façade extérieure intégrant un grand portique et des éléments modulaires en marbre, verre et acier corten. Ces matériaux créent un contraste entre modernité et rigueur fonctionnelle, en harmonie avec l’esthétique du Centro Direzionale.
La station comprendra :
- Trois voies et un quai central, permettant une correspondance avec la future ligne 11 (Arcobaleno).
- Des équipements pour l’accessibilité des personnes à mobilité réduite, incluant ascenseurs et rampes.
- Une intégration urbanistique avec les quartiers Poggioreale et Gianturco, visant à revitaliser l’est de Naples[4].

## Services
Une fois ouverte, la station sera desservie par les trains de la ligne 1, reliant Piscinola à Garibaldi, avec une extension future vers Capodichino pour former une ligne circulaire. Elle offrira également une correspondance avec la ligne 11, reliant Naples à Aversa. Les infrastructures incluront des aménagements pour faciliter l’accès aux personnes à mobilité réduite.

## À proximité
- Palazzo di Giustizia (Tribunal de Naples)
- Centro Direzionale
- Via Domenico Aulisio